# Парильце звичайне
Парильце звичайне (Aremonia agrimonoides) — вид квіткових рослин родини трояндових (Rosaceae).

## Біоморфологічна характеристика
Це трав'яниста волосиста багаторічна рослина 10–30 см. Листки непарноперисті, з 2–3 парами еліптичних дрібнозубчастих сегментів; три кінцеві значно більші за інші; листкові ніжки запушені. Прикореневе листя 5–20 см. У суцвітті зазвичай 3–5 квіток. Чашолистки зелені, 2–2.5 мм у розкритих квітках; віночки жовті, 4–7 мм; гіпантій 5–6 мм у плодах, кулястий, буруватий, запушений; плоди кулясті, занурені в келих чашки, 5–6 × 2.4–3.2 мм, поверхня щільно волосиста, гола, коричнювата. 2n=42.

## Поширення
Зростає у Європі й Туреччині: Албанія, Австрія, Болгарія, Чехія, Словаччина, Німеччина, Греція, Угорщина, Італія (у т. ч. Сицилія), Румунія, Україна, Боснія-Герцеговина, Чорногорія, Хорватія, Македонія, Словенія, Сербія.
В Україні росте у букових лісах, на схилах — на Закарпатті, рідко (ок. м. Берегове, Мукачево).